# Marge Champion
Marge Champion, pseudonimo di Marjorie Celeste Belcher (Los Angeles, 2 settembre 1919 – Los Angeles, 21 ottobre 2020), è stata una ballerina, coreografa e attrice statunitense.

## Biografia

### Carriera
Figlia di Ernest Belcher e Gladys Lee Baskette e sorella di Lina Basquette, cominciò a danzare da bambina nella scuola di ballo del padre e, notata per la sua grazia e i suoi movimenti, fu scelta dai Walt Disney Animation Studios nel 1936 come modella per i movimenti del personaggio di Biancaneve in Biancaneve e i sette nani. I disegnatori usarono la Champion come modella per disegnare con maggior realismo i movimenti della principessa nel cartone. La ragazza prestò ancora le sue movenze per la fata turchina in Pinocchio (1940), per l'ippopotamo ballerino in Fantasia (1940) e per Mr Stork in Dumbo - L'elefante volante (1941). Dopo il matrimonio con il ballerino e coreografo Gower Champion nel 1947, Marge Champion iniziò a danzare nei film musicali della Metro-Goldwyn-Mayer come Show Boat e il risultato fu così apprezzato che la casa cinematografica li volle per un remake di Roberta, Modelle di lusso, in cui ricoprirono i ruoli che furono di Ginger Rogers e Fred Astaire. Nel 1943 fece il suo debutto a Broadway, in cui continuò a recitare in alcuni musical fino al 2001. Dagli anni sessanta in poi lavorò anche come coreografa per il teatro musicale, il cinema e la televisione, vincendo nel 1975 il Premio Emmy per le migliori coreografie per Queen of the Stardust Ballroom. Apparve l'ultima volta sul grande schermo nel 1970.

### Vita privata
Conobbe negli studios della Disney l'animatore Art Babbitt, con cui si sposò nel 1937 per poi divorziare nel 1940. Dal 1947 al 1973 fu sposata con Gower Champion, da cui ebbe i figli Blake e Gregg Champion. Dopo il divorzio da Champion si risposò nel 1977 con il regista Boris Sagal, che morì per un incidente sul set nel 1981. Dopo le nozze con Sagal, la Champion adottò i cinque figli dell'uomo (tra cui Katey Sagal), prendendosene cura dopo la morte del marito.
È morta a Los Angeles nell'ottobre 2020 all'età di 101 anni.

## Filmografia

### Cinema
- Sunday Night at the Trocadero, cortometraggio, non accreditata, regia di George Sidney (1937)
- Delinquent Parents, accreditata come Marjorie Bell, regia di Nick Grinde (1938)
- Honor of the West, accreditata come Marjorie Bell, regia di George Waggner (1939)
- La vita di Vernon e Irene Castle (The Story of Vernon and Irene Castle), non accreditata, regia di H.C. Potter (1939)
- Sorority House, non accreditata, regia di John Farrow (1939)
- What a Life, non accreditata, regia di Theodore Reed (1939)
- All Women Have Secrets, accreditata come Marjorie Bell, regia di Kurt Neumann (1939)
- Assedio d'amore (Mr. Music), regia di Richard Haydn (1950)
- Show Boat, regia di George Sidney (1951)
- Modelle di lusso (Lovely to Look At), regia di Mervyn LeRoy (1952)
- La ragazza della domenica (Everything I Have Is Yours), regia di Robert Z. Leonard (1952)
- Tre ragazze di Broadway (Give a Girl a Break), regia di Stanley Donen (1953)
- Annibale e la vestale (Jupiter's Darling), regia di George Sidney (1955)
- Mia moglie preferisce suo marito (Three for the Show), regia di H. C. Potter (1955)
- Hollywood Party (The Party), regia di Blake Edwards (1968)
- Un uomo a nudo (The Swimmer), regia di Frank Perry (1968)
- Cockeyed Cowboys of Calico County, regia di Anton Leader e Ranald MacDougall (1970)

### Televisione
- The Philco Television Playhouse – serie TV, 1 episodio (1949)
- Lux Video Theatre – serie TV, 1 episodio (1953)
- The Red Skelton Show – serie TV, 1 episodio (1954)
- Front Row Center – serie TV, 1 episodio (1955)
- Shower of Stars – serie TV, 1 episodio (1956)
- Screen Directors Playhouse – serie TV, episodio 1x27 (1956)
- General Electric Theater –  serie TV, 2 episodi (1956-1957)
- The United States Steel Hour – serie TV, 1 episodio (1959)
- Saranno famosi (Fame) – serie TV, 1 episodio (1982)

## Doppiatrici italiane
- Rosetta Calavetta in La ragazza della domenica, Annibale e la vestale
- Giuliana Maroni in Show Boat
- Clelia Bernacchi in Hollywood Party